# تونینهو دو دیابو
آنتونیو آپارسیدو فارمینو (به پرتغالی: Antônio Aparecido Firmino) (متولد ۲۱ سپتامبر ۱۹۷۱) که با نام تونینهو دو دیابو (به پرتغالی: Toninho do Diabo) (تام شیطان)، شیطان تونی یا Tuanir (پسر شیطان در زبان نروژی باستان) شناخته می‌شود، آهنگساز و رهبر مذهبی اهل برزیل است که خود را به عنوان شاگرد شیطان معرفی می‌کند و سفیر شیطان در زمین می‌داند. او به عنوان یکی از بزرگ‌ترین رهبران مذهبی برزیل در نظر گرفته می‌شود.
او در بسیاری از برنامه‌های تلویزیونی شرکت کرده‌است و با نمایندگان مذاهب مختلف ملاقات کرده‌است. او همچنین یک خواننده، ترانه‌سرا، بازیگر، فیلمنامه‌نویس، تهیه‌کننده و کارگردان فیلم به صورت آنلاین است.

## فیلم‌شناسی
- پادشاه جهنم (۱۹۹۴)
- پادشاه جهنم ۲ (۱۹۹۹)
- حمله لاستیک‌های قاتل (۲۰۰۰)
- پادشاه جهنم ۳ (۲۰۰۳)
- مزرعه شیطان (۲۰۱۴)
- بیمارستان نفرین شده (در حال فیلم‌برداری)